# Dragkamp vid olympiska sommarspelen
Dragkamp var en olympisk sport vid varje olympiskt spel mellan 1900 och 1920. Från början tävlade klubbar i denna sport, vilket ledde till att USA 1904 tog alla tre medaljerna. I nästa OS tog Storbritannien alla medaljerna. Sverige var också bland de bästa länderna. 

## Medaljfördelning
| Medaljfördelning |                 |      |        |       |        |
| Placering        | Nation          | Guld | Silver | Brons | Totalt |
| 1                | Storbritannien  | 2    | 2      | 1     | 5      |
| 2                | USA             | 1    | 1      | 1     | 3      |
| 3                | Sverige         | 1    | 0      | 0     | 1      |
| 3                | Kombinationslag | 1    | 0      | 0     | 1      |
| 5                | Frankrike       | 0    | 1      | 0     | 1      |
| 5                | Nederländerna   | 0    | 1      | 0     | 1      |
| 7                | Belgien         | 0    | 0      | 1     | 1      |

## Medaljsummering
| Spel           | Guld | Silver | Brons |
| Paris 1900     | Kombinationslag Edgar Aabye (DEN) August Nilsson (SWE) Eugen Schmidt (DEN) Gustaf Söderström (SWE) Karl Gustaf Staaf (SWE) Charles Winckler (DEN)                                        | Frankrike Raymond Basset Jean Collas Charles Gondouin Joseph Roffo Emile Sarrade Constantin Henriquez de Zubiera                                                        | Ingen (endast två lag deltog) |
| St. Louis 1904 | USA (Milwaukee Athletic Club) Oscar Olson Sidney Johnson Henry Seiling Conrad Magnusson Patrick Flanagan                                                                                 | USA (Southwest Turnverein of Saint Louis No. 1) Max Braun William Seiling Orrin Upshaw Charles Rose August Rodenberg                                                    | USA (Southwest Turnverein of Saint Louis No. 2) Charles Haberkorn Frank Kugler Charles Thias Harry Jacobs Oscar Friede                                                             |
| London 1908    | Storbritannien (City of London Police) William Hirons Frederick Goodfellow Edward Barrett John James Shepherd Frederick Humphreys Edwin Mills Albert Ireton Frederick Merriman John Duke | Storbritannien (Liverpool Police) Patrick Philbin James Clarke Thomas Butler Alexander Kidd George Smith Thomas Swindlehurst Daniel Lowey William Greggan Charles Foden | Storbritannien (Metropolitan Police K Division) Walter Tammas William Slade Alexander Munro Ernest Ebbage Thomas Homewood Walter Chaffe James Woodget Joseph Dowler T. J. Williams |
| Stockholm 1912 | Sverige Arvid Andersson Adolf Bergman Johan Edman Erik Algot Fredriksson Carl Jonsson Erik Larsson August Gustafsson Herbert Lindström                                                   | Storbritannien Alexander Munro John Sewell John James Shepherd Joseph Dowler Edwin Mills Frederick Humphreys Mathias Hynes Walter Chaffe                                | Ingen (endast två lag deltog) |
| Antwerpen 1920 | Storbritannien George Canning Frederick Holmes Edwin Mills John James Shepherd Harry Stiff John Sewell Frederick Humphreys Ernest Thorn                                                  | Nederländerna Willem van Rekum Marinus van Rekum Willem van Loon Henk Janssen Wilhelmus Bekkers Johannes Hengeveld Sijtse Jansma Antonius van Loon                      | Belgien Édouard Bourguignon Alphonse Ducatillon Raymond Maertens Christin Piek Henri Pintens Charles Van den Broeck François Van Hoorenbeek Gustave Wuyts                          |